# کینگ آلیور

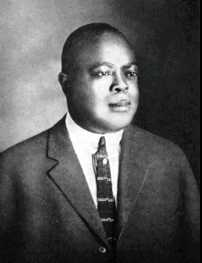
کینگ آلیور در حدود ۱۹۱۵

جو "کینگ" آلیور (به انگلیسی: Joe "King" Oliver) ‏(۱۱ مه ۱۸۸۵ – ۱۰ آوریل ۱۹۳۸) نوازنده کورنت و رهبر ارکستر و از پیشگامان جاز بود.
آلیور نواختن را در سال ۱۹۱۹ در نیواورلئان شروع کرد. کم‌کم ارکستر خود را ترتیب داد و در شیکاگو، ایلینوی به نواختن پرداخت و لویی آرمسترانگ را به‌همکاری گرفت. او کاشف لوئیس بود. اولین کورنت لوئیس را کینگ آلیور به او داد.
سبک معروف به هات جز را او راه انداخت که در آن نوازندگان به‌طور گروهی (و نه انفرادی) بداهه نوازی می‌کردند. چند تصمیم نادرست مالی از جمله رد کردن پیشنهاد اجرای دائمی در باشگاه معروف کاتن کلاب او را فقیر کرد. در آخر عمر در یک باشگاه بیلیارد نظافتچی بود.